# Minerve (1794)
Pour les autres navires du même nom, voir Minerve (navire).
La Minerve est une frégate de 40 canons en service dans la Marine française à la fin du XVIIIe siècle. Elle est capturée par deux fois par la Royal Navy et recapturée une fois par la Marine française. Elle sert ainsi sous quatre noms différents : Minerve (1794–1795), HMS Minerve (1795–1803), Canonnière (1803–1810) et HMS Confiance (1810–1814).

## Service dans la Marine française sous le nom deMinerve
Sa quille est posée à Toulon en janvier 1792, et elle est mise à flot le 5 septembre 1794. En mars 1795, elle participe au combat du cap Noli. Le 23 juin 1795, accompagnée de l'Artémise (en) (36) elle combat au large de la Corse contre les frégates britanniques HMS Dido et HMS Lowestoffe. Après un violent combat, et après que l’Artémise est parvenue à fuir, elle amène son pavillon.

## Service dans laRoyal Navy: HMSMinerve
Incorporée dans la Royal Navy, sous le nom de HMS Minerve, elle participe le 19 décembre 1796, sous le commandement du capitaine Cockburn, au combat — aux côtés du HMS Blanche — contre les frégates espagnoles Santa Sabina  et Ceres. La Minerve capture la Santa Sabina, qui doit déplorer 164 hommes tués ou blessés à l'issue du combat. La Minerve quant à elle compte huit tués, 38 blessés et quatre disparus. Les gréements et la coque de la Minerve sont gravement endommagés. La Blanche se lance à la poursuite de la Ceres. Tôt le lendemain, une frégate espagnole approche de la Minerve, qui se prépare à un nouveau combat. Cependant, deux vaisseaux de ligne et deux nouvelles frégates espagnoles apparaissent à leur tour. Cockburn, grâce à ses manœuvres habiles, parvient à s'échapper mais les Espagnols reprennent possession de la Santa Sabina avec les marins anglais qui se trouvaient à son bord.
Dans la soirée du 2 juillet 1803, alors qu'elle est entourée d'un épais brouillard, la Minerve qui était alors sous le commandement du capitaine Jahleel Brenton s'échoue sur la digue de Cherbourg. Elle poursuivait des navires marchands lorsqu'elle touche terre. Les canons des forts alentour la prennent sous leur feu et les canonnières Chiffonne et Terrible sont envoyées la capturer. L'équipage de la Minerve tente, en vain, de la remettre à flot, mais le feu dirigé sur lui contraint Brenton à la reddition après qu'il a perdu 12 marins et a à déplorer environ 15 blessés. La Minerve réintègre la flotte française et est rebaptisée Canonnière en août 1803.

## Service dans la Marine impériale française:Canonnière

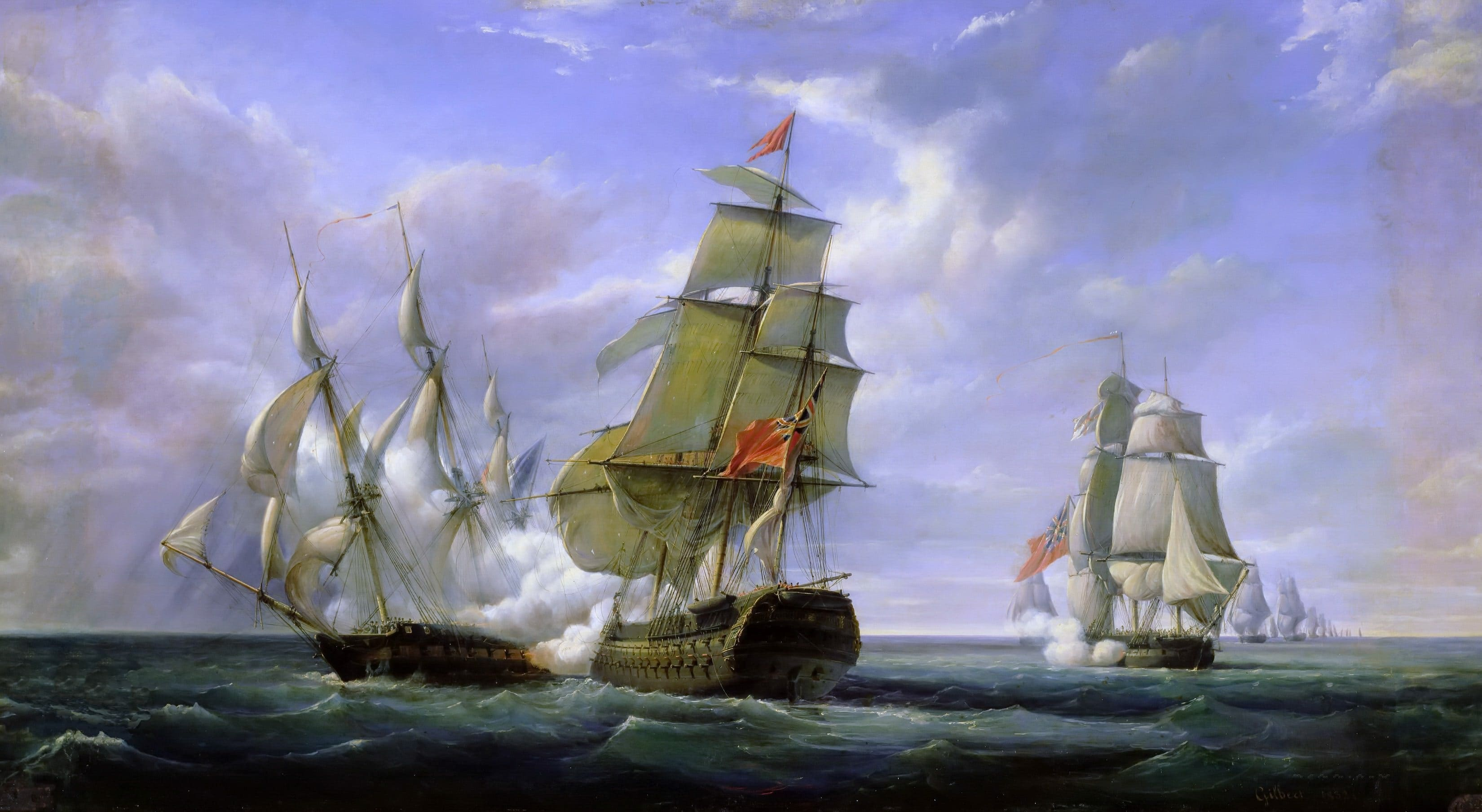
Combat entre la Canonnière, le et le HMS Hindostan.

En campagne à l'Isle de France en 1806, elle croise sous les ordres du capitaine César-Joseph de Bourayne, et combat — le 21 avril — contre le HMS Tremendous de 74 canons et le HMS Hindostan (en) (50) au large de la province de Natal, et subit au Cap, le feu des batteries anglaises (29 avril 1806). Réparée à Manille, elle capture le HMS Laurel devant l'Isle de France (11 septembre 1808) et le HMS Discovery près de Poulo Aor.
Rentrée à l'Isle de France fin mars 1809, elle subit des réparations avant d'être vendue au commerce en juin, elle est alors renommée Confiance. Elle est renvoyée en France, avec un armement réduit.

## Service dans laRoyal Navy: HMSConfiance
Pendant son voyage vers la métropole, elle est capturée pour la troisième fois, cette fois par le HMS Valiant le 3 février 1810 ; elle sert à nouveau brièvement dans la Royal Navy sous le nom de HMS Confiance. Elle ne reprend jamais le service actif cependant et elle est radiée des listes de la marine britannique en 1814,.

### Sources et bibliographie
- (en) J. J. Colledge et Ben Warlow, The Complete Record of all Fighting Ships of the Royal Navy, Londres, Chatham, 2006 1969, Rev. éd., 396 p. (ISBN 978-1-86176-281-8, OCLC 67375475)
- Terence Grocott, Shipwrecks of the revolutionary and Napoleonic eras, Chatham, 1998, 430 p. (ISBN 1-86176-030-2)
- William James, The Naval History of Great Britain, from the Declaration of War by France in 1793, to the Accession of George IV, R. Bentley, 1860
- Rif Winfield, British Warships in the Age of Sail 1793-1817 : Design, Construction, Careers and Fates, Seaforth, 2008, 418 p. (ISBN 978-1-86176-246-7 et 1-86176-246-1)